# Hans Wallin (matematiker)
Hans Einar Wallin, född 18 december 1936 i Luleå, död 13 januari 2024 i Umeå, var en svensk matematiker. Han disputerade 1962 vid Uppsala universitet  och var vid sin död professor emeritus i matematik vid Umeå universitet. Wallin var från 1996 fram till sin död ledamot av Vetenskapsakademien.
Han var under 1990-talet doktorandhandledare för bland annat Sergei Silvestrov. Hans Wallin är begravd på Norra kyrkogården på Sandbacka i Umeå.

### Fotnoter
1. ↑  Wallin, Hans (1962). On convergent and divergent sequences of equiligrium distributions. Arkiv för matematik, 0004-2080 ; 4:42. Stockholm. Libris 9800094
2. ↑  ”Wallin, Hans Einar”. SvenskaGravar.se. https://www.svenskagravar.se/gravsatt/a8af5447-fa86-4680-bb3c-467381eee488. Läst 5 september 2024.